# 胡玉荷
胡玉荷（1984年11月25日—），越南當紅流行歌女歌手，是法越混血兒，出生於越南古都順化，唱風以流行曲和R&B為主，亦是一名知名模特兒和影視演員，是越南當今著名的歌影視三棲女藝人。
她是在赢得2003和2004年度越南超级模特兒大赛冠军頭衔後迅速走红並開始歌唱事業，她的首張唱片《7天24小時》為她的成名作。
她較多集中於歌唱事業，已舉辦了多次的大型及小型演唱會，但偶爾也會拍攝或客串電影及電視劇，她的著名電視劇作有《39度的愛》和《心轉動》。
她在越南具有很高的名氣。她曾代表越南樂壇參加2009年亞洲音樂節後，一砲而紅，不但在越南具有名氣，在亞洲不少地方（如中國、泰國等地）也有一定知名度。她在2013年8月13日在由央視音樂頻道在北京主辦的《星光璀璨——2013國際情歌大匯》演出並演唱最新歌曲，獲得不少人支持。
她現今發行的唱片已超過十張，與同年出道的歌手比較是最多的一個，而且銷量非常高，是越南當今非常成功和具實力的演藝人，被喻為越南新一代流行樂壇天后。現時亦是多個國際品牌在越南的代言人。

## 家庭背景及生平
胡玉荷于1984年生于越南古都順化的安舊， 8歲時移居到廣平省。她的祖父及母親是法国人，父親為越南人，因此她擁有一半法國血統。她的父母都曾是银行職員，並任職高層。她在越南军队艺术高等院校学过钢琴和唱歌。
她在越南出道逾十年，憑著她的努力和所得的成就，到目前為止，胡玉荷的歌唱事业非常成功，是現時大部分越南青年人心目中的偶像，在越南有很多歌迷，非常受歡迎。

## 簡介
胡玉荷憑著1.75米高桃的身材，於1999年開始參加不同的模特兒比賽，已在不同的城市的模特兒大賽中取得佳績，其後在2003及2004年參加越南超級模特兒新秀大賽並奪冠，而加入娛樂圈。
她自贏得越南超模大賽後，就迅速走紅，成為多間模特兒公司的搶手貨，之後開展模特兒事業，迅速成為越南首屈一指的模特兒。在她模特事業發展得順利時，她決意轉戰歌壇，隨後更戰影視界。
由於她畢業於音樂學校和擁有音樂天賦，以及憑著出色的歌唱天份，很怏就成為越南知名的歌手。她自轉戰歌壇後，就成為越南知名的演藝人。之後更有幸獲電視劇和電影導演欣賞，開始拍攝電視劇及電影，並在多套影視作中擔正女主角，後來更得到獎項，但現在已很少接觸影視界，只有時亦客串及演出。另外，胡玉荷曾在香港著名歌手林峯的越南首次演唱會上擔任表演嘉賓。
胡玉荷憑著創新和嘗試的態度，每一次在她的音樂MV上都有新的風格和題材，每個MV都有獨特的地方，有別於其他越南流行樂歌手的MV風格，每次都有新話題。
她主要專注在歌唱事業上，並在樂壇上有豐富經驗及具有實力，多年來橫掃多個樂壇頒獎典禮獎項（如Yan TV 獎、奉獻獎、麥王獎、HTV獎、綠浪獎、金唱片、Yan VPOP20  等樂壇頒獎禮），至今成為越南現時當紅及實力級歌手。
2012年4月，在越南最重要的樂壇頒獎典禮（Yan TV Awards）上，以一萬多票（全由專業人士投票）勇奪年度最受歡迎女歌手獎，打敗多個有經驗、實力旳女歌手，亦開始擔任Yan TV形象宣傳大使。
憑著她獲得此獎項，很多人都已經肯定她歌唱實力。2012年7月，獲越南電視台VTV3頻道邀請，擔任人氣真人秀《越南好聲音》（第一季）的四位評判和導師之一，並收徒傳授，訓練新一代歌手。
除了擔任不同傳媒的形象大使外，胡玉荷亦是多個國際知名品牌在越南國內的代言人，如Sunsilk ,Sunplay, Toshiba, Sony Ericsson 等品牌。
2013年8月13日，胡玉荷獲邀到中國北京參加由央視音樂頻道在北京主辦的《星光璀璨——2013國際情歌大匯》演出，並且演唱她的最新歌曲《Runway》，是她首次在現場演唱此曲及她首次到中國。此曲即使在越南，歌迷亦未曾在現場聽過此曲，首唱已在中國獻唱。

## 個人生活及家庭
胡玉荷一直對她的私人感情生活都很保密，甚少對傳媒提及。直到在2010年4月才有越南傳媒報導她懷孕，她才確認她已懷孕，而其後公布已與有認識多年的男友。她的男友是一名越南的知名社會人士，兩人感情深厚，經常一起出席活動。但他倆仍稱即使有兒女亦未有結婚的打算。
她終於在2010年6月21日誕下一名男孩，並取名Nguyễn Quốc Hưng（阮國雄），英文名為Subeo。
她現與其男友和兒子居住在越南最大城市胡志明市的新區富美興都市區，並住在宏偉的西式別墅，價值千萬港元。

## 獎項
以下為主要獎項：
- 時尚雜誌頒發— 最美麗的時尚風格的女歌手
- 奉獻獎— 年度女歌手獎
- 2009年綠浪獎— 十大最喜愛的歌手、年度最佳女歌手
- 2009年HTV頒發典禮藝術家友好獎— 最流行的歌手
- 2010年綠浪獎—  十大最喜愛歌手
- 2011年Yan TV 頒獎禮 (越南樂壇主要頒獎典禮) —  全年最佳音樂錄影帶
- 2012年HTV頒發典禮—  最受歡迎女歌手
- 2012年Yan TV 頒獎禮 (越南樂壇主要頒獎典禮) —  年度最受歡迎女歌手

## 唱片
- 24 hours 7 days (2004)
- And I fell in love (2005)
- To tell you (2006)
- When we love each other (2007)
- Single Please forgive (2009)
- Find a dream (2010)
- Will be together (Invincible) (2011)
- Extradition Single (2012)

## 外部連結
- https://web.archive.org/web/20150801125649/http://hongocha.vn/ — 胡玉荷官方網站
- https://m.facebook.com/casihongocha?refid=13 （页面存档备份，存于）  — 胡玉荷官方 Facebook